# HMS Sussex (96)
Pour les autres navires du même nom, voir HMS Sussex.
Le HMS Sussex est un croiseur lourd de classe County (sous-classe London) construit pour la Royal Navy à la fin des années 1920.

## Historique

### Méditerranée, Australie et guerre civile espagnole

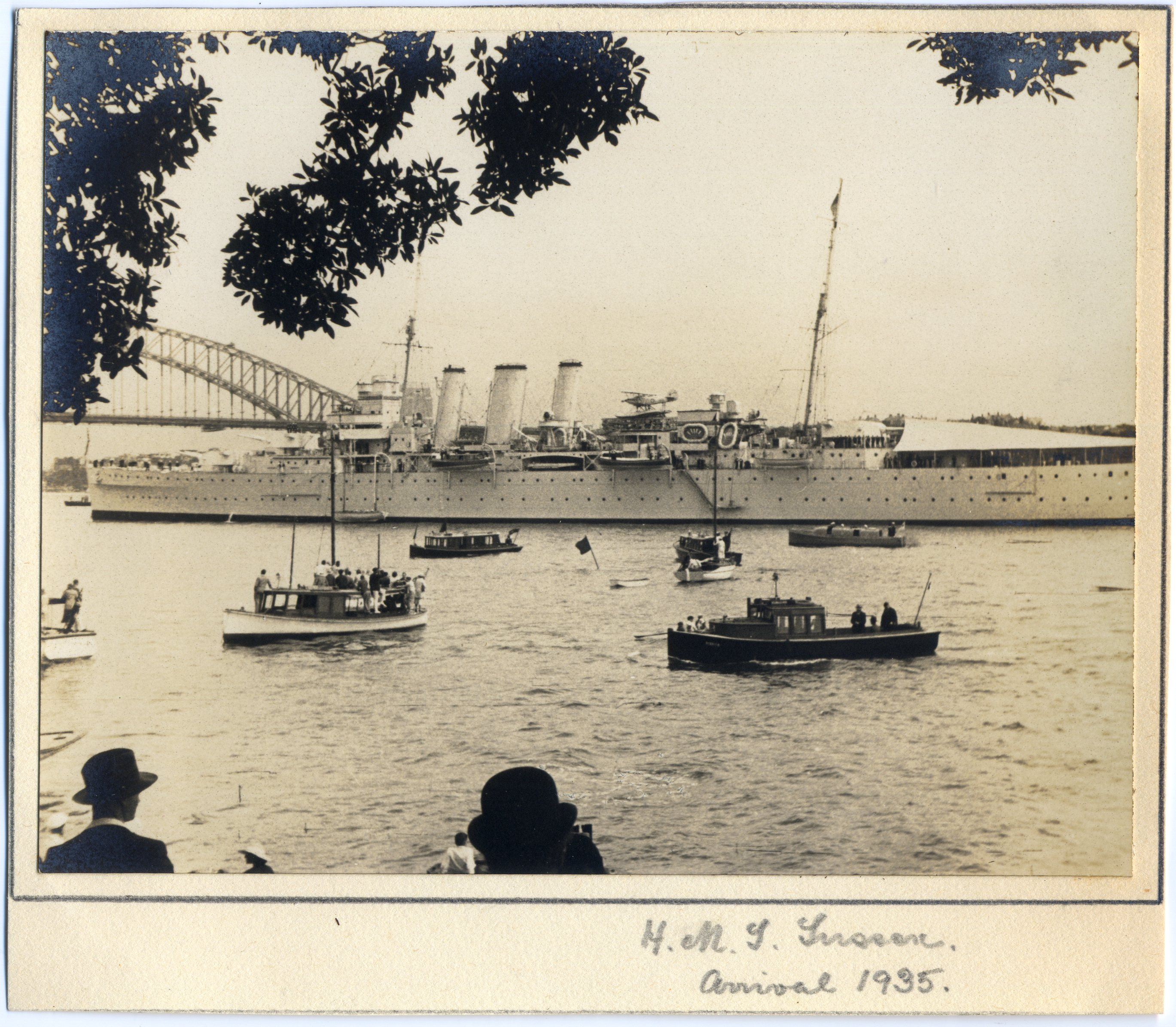
Le Sussex à Sydney dans les années 1930.

Le Sussex sert dans la Méditerranée jusqu'en 1934, lorsqu'il est affecté pour servir avec la Royal Australian Navy tandis que le HMAS Australia opère avec la Mediterranean Fleet. Cette tournée d'échange se termina en 1936, reprenant ses opérations en Méditerranée jusqu'en 1939. Durant cette période, il défendit la navigation neutre le long de la côte est espagnole dans les derniers jours de la guerre civile espagnole, soutenue par les destroyers HMS Intrepid et HMS Impulsive. Il obtint la libération d'au moins quatre cargos britanniques arrêtés par les forces nationalistes espagnoles, mais le croiseur ne parvint pas à empêcher la capture du cargo Stangate, immatriculé à Londres, par le croiseur auxiliaire Mar Negro (en) au large de Valence, le 16 mars 1939.

### Service pendant la Seconde Guerre mondiale

#### Théâtre atlantique
En septembre 1939, il opère avec la Force H dans l'Atlantique Sud et l'océan Indien lors de la recherche du croiseur cuirassé allemand, Admiral Graf Spee. Le 2 décembre, il tente d'intercepter avec le croiseur de bataille HMS Renown le paquebot allemand Watussi, qui se saborde avant qu'il ne puisse être capturé. Après le sabordage de l'Admiral Graf Spee en décembre 1939, le Sussex retourna au Royaume-Uni et servit avec la Home Fleet pendant la campagne de Norvège. Après un carénage à Liverpool de mars à mai 1940, il rejoint le 1er escadron de croiseurs à Scapa Flow, où il est affecté à des patrouilles de recherche de convois. En août, après la détection d'un défaut à ses machines de propulsion, le croiseur retourne à Glasgow. Alors qu'il est en réparation, il est frappé par des bombes le 18 septembre 1940, provoquant de graves incendies. Il ne reprendra service qu'en août 1942.

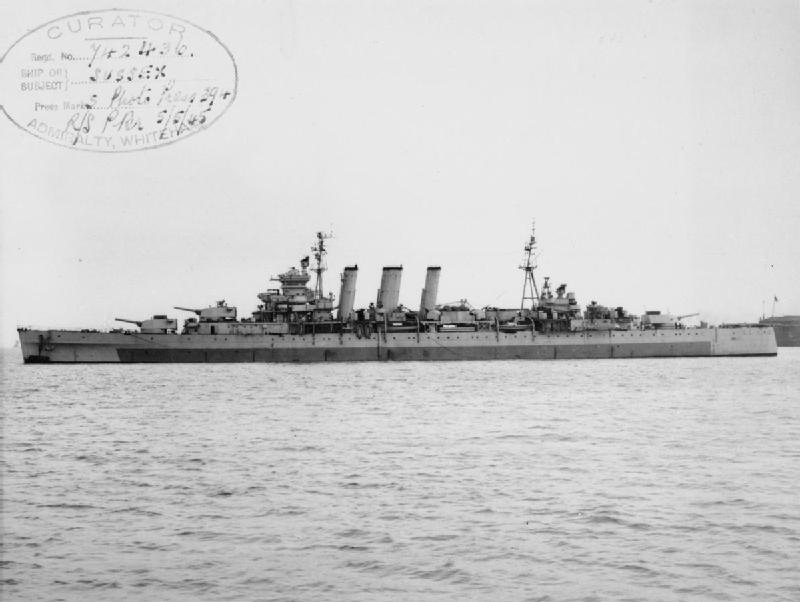
Le Sussex pendant la Seconde Guerre mondiale.

Lors de ces réparations sur les chantiers navals de la société Alexander Stephen and Sons, à Govan, il fut équipé de nouveaux équipements radar, de matériel de lutte contre l'incendie, de dix canons Oerlikon de 20 mm et de huit canons doubles Pom-Pom. De retour dans son escadron à Scapa flow en vue d'autres missions d'interception et d'exercices, il est de nouveau envoyé en carénage en novembre, cette fois au chantier naval de Tyne.

#### Océan Indien
Après avoir de nouveau rejoint en janvier 1943 le 1re escadron de croiseurs, le Sussex fait route vers Mombasa où il est déployé dans l'océan Indien avec le 4e escadron de croiseurs de l'Eastern Fleet. Pendant son transit, il intercepte et coule le pétrolier allemand Hohenfriedburg, au sud-ouest du cap Finisterre le 26 février, avant d'être attaqué sans succès par quatre torpilles tirées du sous-marin allemand U-264.

#### Théâtre du Pacifique

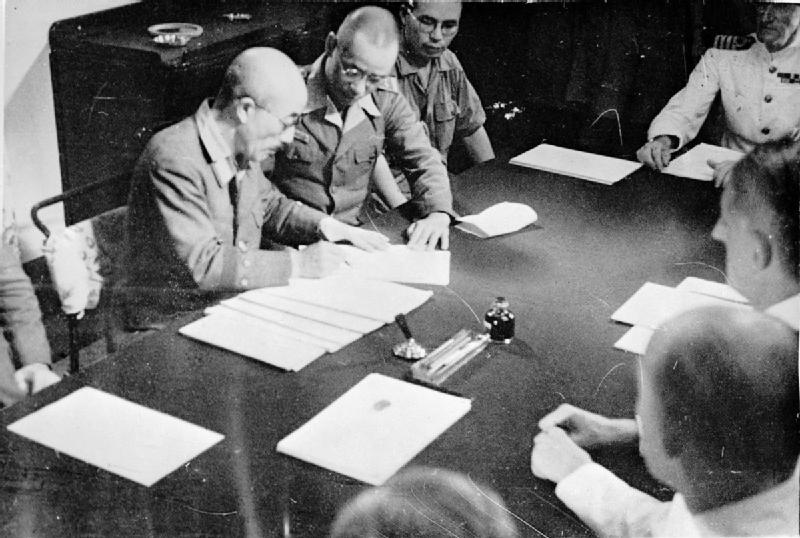
Le général Itagaki signe la capitulation de Singapour à bord du Sussex.

Le Sussex passe l'année 1944 dans le Pacifique où il couvre les opérations dans les Indes orientales néerlandaises jusqu'à la cessation des hostilités. Le 26 juillet 1945, sa Task Force est attaqué par deux kamikazes japonais. L'un se crashe à côté du Sussex, qui sera identifié comme étant un Mitsubishi Ki-51 "Sonia". Le mercredi 5 septembre 1945 à 11 h 30, le Sussex entre dans le port de Singapour, arborant le drapeau du Rear-Admiral Cedric Holland. Le général Seishirō Itagaki, commandant de la garnison de Singapour, signe à bord du croiseur l'acte de reddition officielle de l'armée.

### Retrait du service
Le HMS Sussex est retiré du service en 1949, remis à la British Iron and Steel Corporation le 3 janvier 1950 et arriva à Dalmuir, en Écosse, le 23 février 1950, où il fut démantelé par la société W. H. Arnott, Young and Company, Limited.